# Bayraktar TB2
El Bayraktar TB2 es un vehículo aéreo de combate no tripulado (UCAV) de altitud media y gran autonomía (MALE) turco capaz de realizar operaciones de vuelo autónomas o controladas de forma remota fabricado por la compañía Baykar de Turquía principalmente para la Fuerza Aérea Turca (THK). La aeronave es monitorizada y controlada por una tripulación en la Estación de Control de Tierra, incluso para el empleo de armas. Bayraktar significa "alférez" o "abanderado" en turco. El desarrollo del UAV se ha atribuido en gran parte a Selçuk Bayraktar, un exalumno del MIT.
Al 26 de noviembre de 2021, el dron TB2 había completado 400 000 horas de vuelo en todo el mundo. El mayor operador de drones TB2 es el ejército turco, pero se ha vendido un modelo de exportación a los militares de varios otros países. Turquía ha utilizado el dron ampliamente en ataques contra objetivos del Partido de los Trabajadores del Kurdistán (PKK) y las Unidades de Protección Popular (YPG) en Irak y Siria. En los años siguientes, varias naciones de todo el mundo desplegaron drones Bayraktar en varias guerras, como Azerbaiyán en la segunda guerra del Alto Karabaj en 2020 y las fuerzas ucranianas durante la invasión rusa de Ucrania de 2022.

## Desarrollo

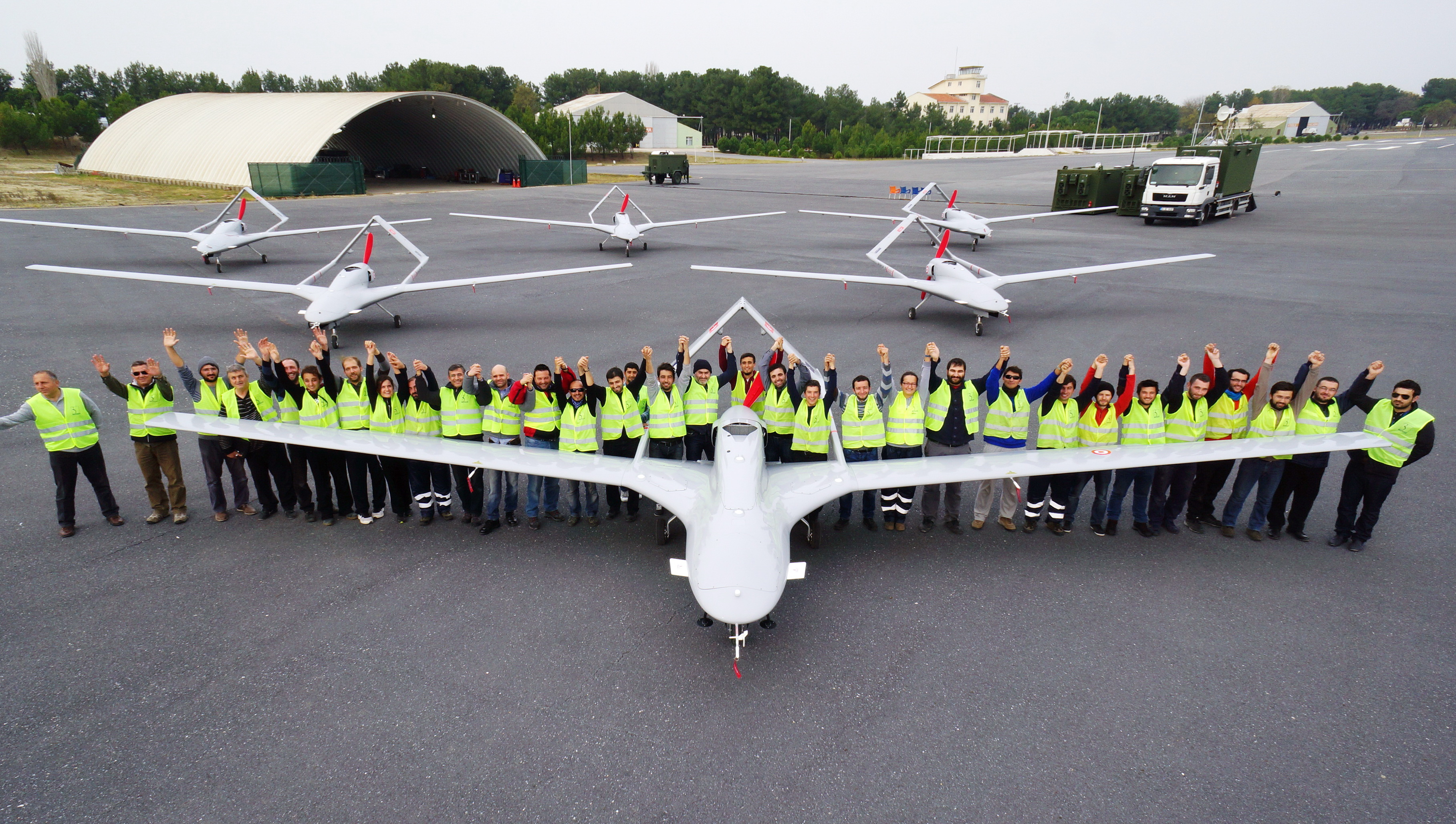
Equipo de producción del Bayraktar TB2.

El desarrollo del Bayraktar TB2 había sido impulsado por una prohibición estadounidense hacía las exportaciones de aviones no tripulados armados a Turquía debido a la preocupación de que se utilizaran contra los grupos del PKK dentro y fuera de Turquía.
El Bayraktar TB2 voló por primera vez en agosto de 2014. El 18 de diciembre de 2015, se publicó un video sobre las pruebas de misiles del Bayraktar TB2.
Baykar firmó un acuerdo con Catar en marzo de 2018 para fabricar seis drones para las fuerzas de Catar. En enero de 2018, Baykar firmó un acuerdo con la empresa Ukrspetsproject sobre la compra de doce Bayraktar TB2 turcos y tres estaciones de control terrestre por un valor de 69 millones de dólares para el ejército ucraniano. Ucrania recibió el primer lote de UAV en marzo de 2019.

## Componentes

### Electrónica
| Sistema                      | País                | Fabricante | Notas           |
| ---------------------------- | ------------------- | ---------- | --------------- |
| Torreta de sensores (opción) | Bandera de Turquía  | Aselsan    | Modelo CATS     |
| Torreta de sensores (opción) | Bandera de Alemania | Hensoldt   | Modelo ARGOS II |
| Torreta de sensores (opción) | Bandera de Canadá   | Wescam     | Modelo MX-15D   |

### Armamento

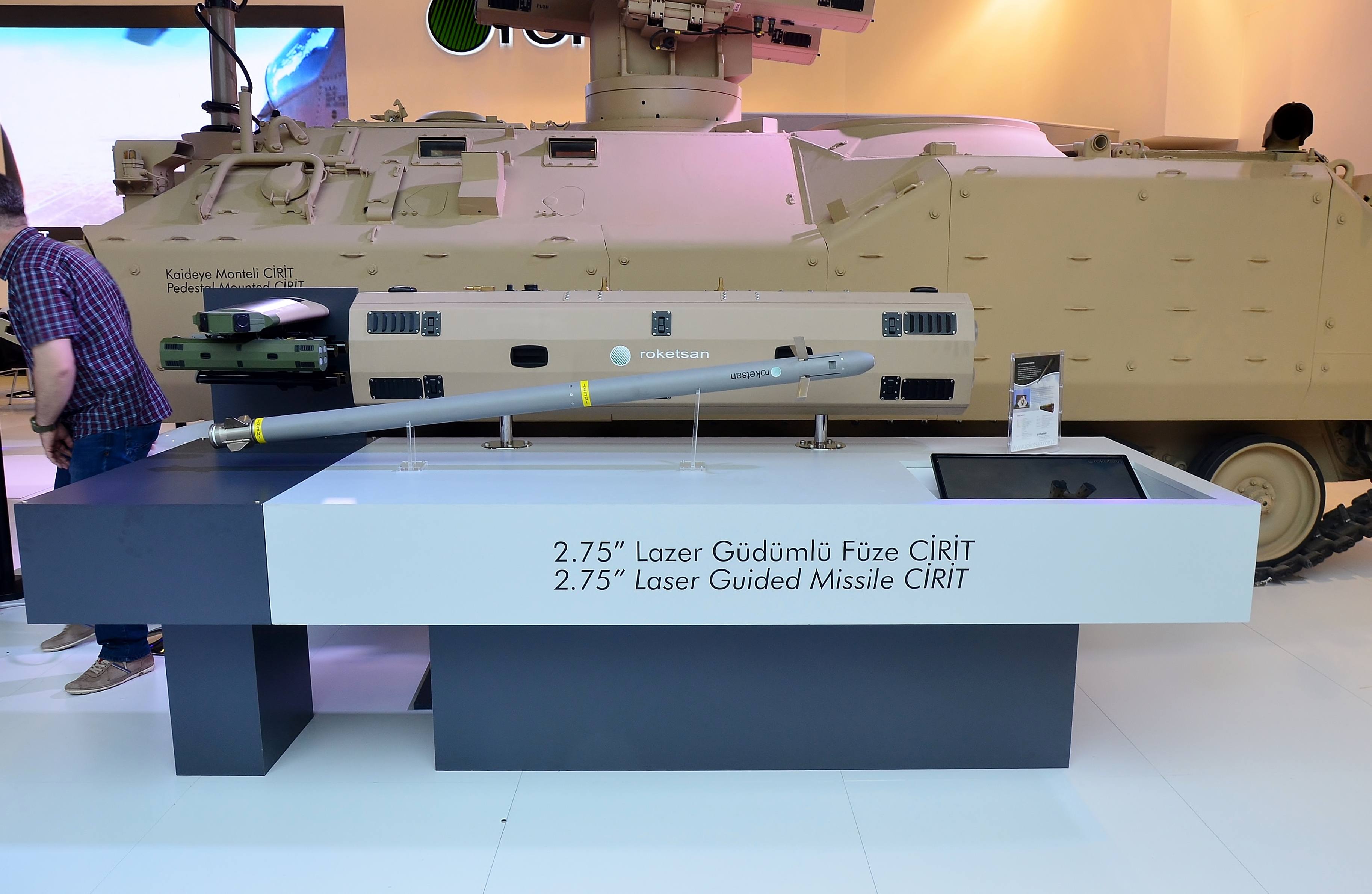
Cirit

| Sistema                                              | País               | Fabricante   | Notas |
| ---------------------------------------------------- | ------------------ | ------------ | ----- |
| Cohete guiado por láser aire-tierra Cirit de 70 mm   | Bandera de Turquía | Roketsan     |       |
| Cohete guiado por láser aire-tierra BOZOK de 120 mm  | Bandera de Turquía | TÜBİTAK SAGE |       |
| Bomba guiada láser MAM-C                             | Bandera de Turquía | Roketsan     |       |
| Bomba guiada láser MAM-L                             | Bandera de Turquía | Roketsan     |       |
| Proyectiles de mortero guiados GPS/INS TOGAN de 81mm | Bandera de Turquía | TÜBİTAK SAGE |       |
| Misil antitanque L-UMTAS                             | Bandera de Turquía | Roketsan     |       |

### Propulsión
| Sistema | País               | Fabricante | Notas      |
| ------- | ------------------ | ---------- | ---------- |
| Motor   | Bandera de Turquía | TEI        | 1 × PD-170 |

## Historia operacional

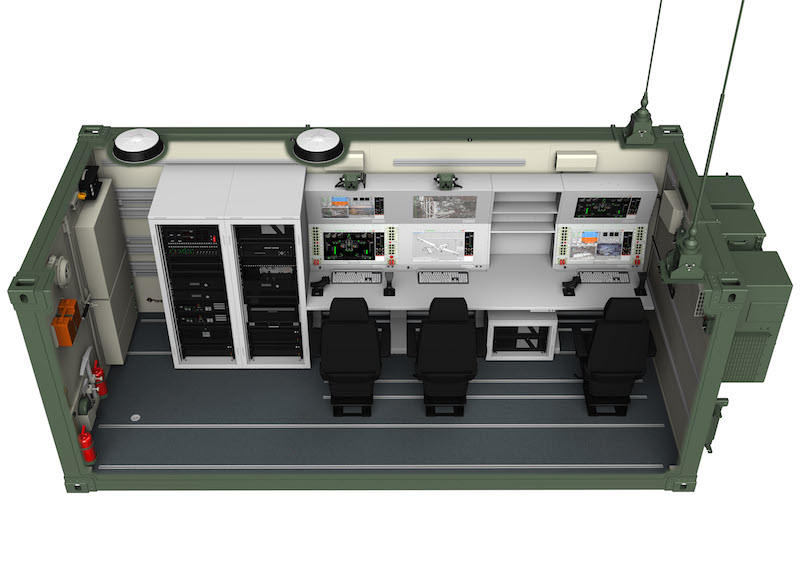
Modelo de la Estación de Control de Tierra.

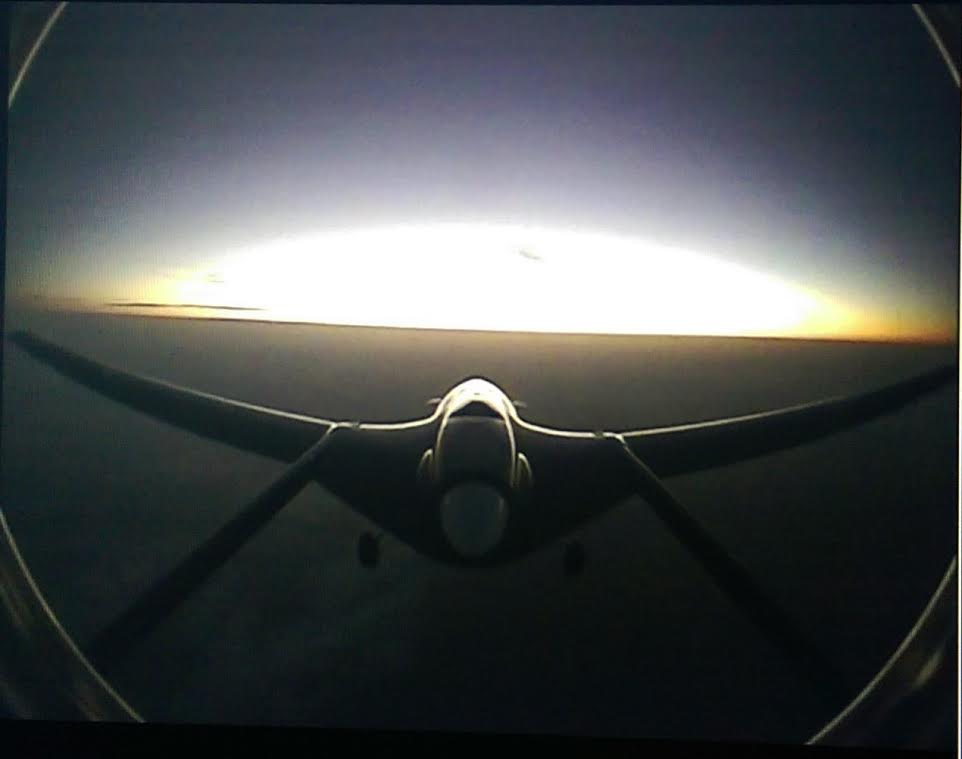
Imagen tomada desde la cámara trasera a una altitud de 18 000 pies durante el amanecer sobre el golfo de Saros.

### Irak
Según el Ministerio de Defensa de Turquía, el Bayraktar TB2 se utilizó para matar a terroristas del PKK al otro lado de la frontera en Irak a principios de noviembre de 2019.

### Libia
En junio de 2019, los medios de comunicación internacionales informaron que el Gobierno de Acuerdo Nacional libio (GNA) utilizó el Bayraktar para atacar una base aérea en poder del Ejército Nacional Libio (LNA) del general Haftar. A pesar del embargo de la ONU que pesa sobre la guerra civil en curso en Libia, se sospecha que al menos tres Bayraktar TB2 están siendo utilizados en Trípoli por el gobierno reconocido por la ONU. Las fuerzas del general Haftar del LNA, por otro lado, afirmaron haber destruido un UAV en el aeropuerto de Mitiga. El video pone en evidencia al menos un Bayraktar TB2 sobrevolando Trípoli, que se encontraba a punto de aterrizar en la sección militar de Mitiga, bajo el control de las fuerzas aliadas de GNA. Los TB2 turcos han seguido siendo utilizados a gran escala en el oeste de Libia, apuntando a los combatientes del LNA. El LNA informa de forma rutinaria el derribo de drones turcos, afirmando el derribo de seis en una semana.
En diciembre de 2019, el LNA afirmó haber derribado dos UAV turcos TB2 en Ain Zarah, cerca de Trípoli.
El 31 de marzo de 2020, el Ejército Nacional Libio derribó otro avión no tripulado turco Bayraktar TB2 cerca de Trípoli.
El 5 de abril de 2020, un avión de transporte Antonov An-26 fue destruido en una pista de aterrizaje cerca de Tarhuna, Libia. Fuerzas del GNA informaron que había disparado contra un avión de carga Antonov que transportaba municiones para las milicias del LNA. LNA confirmó el ataque, pero declaró que la aeronave llevaba suministros médicos. Se informó sin confirmar que el avión fue alcanzado por el fuego de un dron Bayraktar TB2.
El 17 de abril de 2020, un dron turco Bayraktar TB2 fue derribado cerca de Bani Walid.
Según los informes, en la tercera semana de mayo de 2020, el sistema de misiles Pantsir del Ejército Nacional de Libia derribó dos de los drones de combate Bayraktar TB2 de fabricación turca del Gobierno de Acuerdo Nacional. Uno cerca de la ciudad de Tarhuna, y el otro cerca de Jebel Sherif.
Según Lostarmour, un sitio web que rastrea las pérdidas de aeronaves y blindaje basado en evidencia fotográfica, se confirmó que al menos 19 TB2 fueron destruidos al 8 de junio de 2020.

### Siria
El Bayraktar TB2 junto con los UAV Anka-S, así como una serie de inhibidores electrónicos, se desplegaron y utilizaron ampliamente en acciones coordinadas para atacar objetivos en el suelo durante la Operación Escudo de Primavera lanzada por Turquía luego de las grandes pérdidas en las que incurrieron las fuerzas turcas en manos de las fuerzas rusas en el noroeste de Siria a finales de febrero de 2020. Los expertos evaluaron el despliegue como un éxito y un cambio de juego táctico. Fuentes rusas alegaron que la defensa aérea siria respaldada por Rusia había derribado siete UAV Bayraktar TB2 antes del 5 de marzo de 2020. Según los informes, los drones están armados con 'micro municiones' MAM-C y MAM-L con alcances de hasta 14 km.
El 18 de marzo de 2020, un equipo de la agencia de noticias ANNA News informó del hallazgo del lugar del derribo de un Bayraktar TB2 turco derribado en Saraqib.

### Turquía
El 2 de julio de 2018, un Bayraktar TB-2S de la Fuerza Aérea Turca se estrelló probablemente debido a una falla del motor en la provincia de Hatay.

### Azerbaiyán

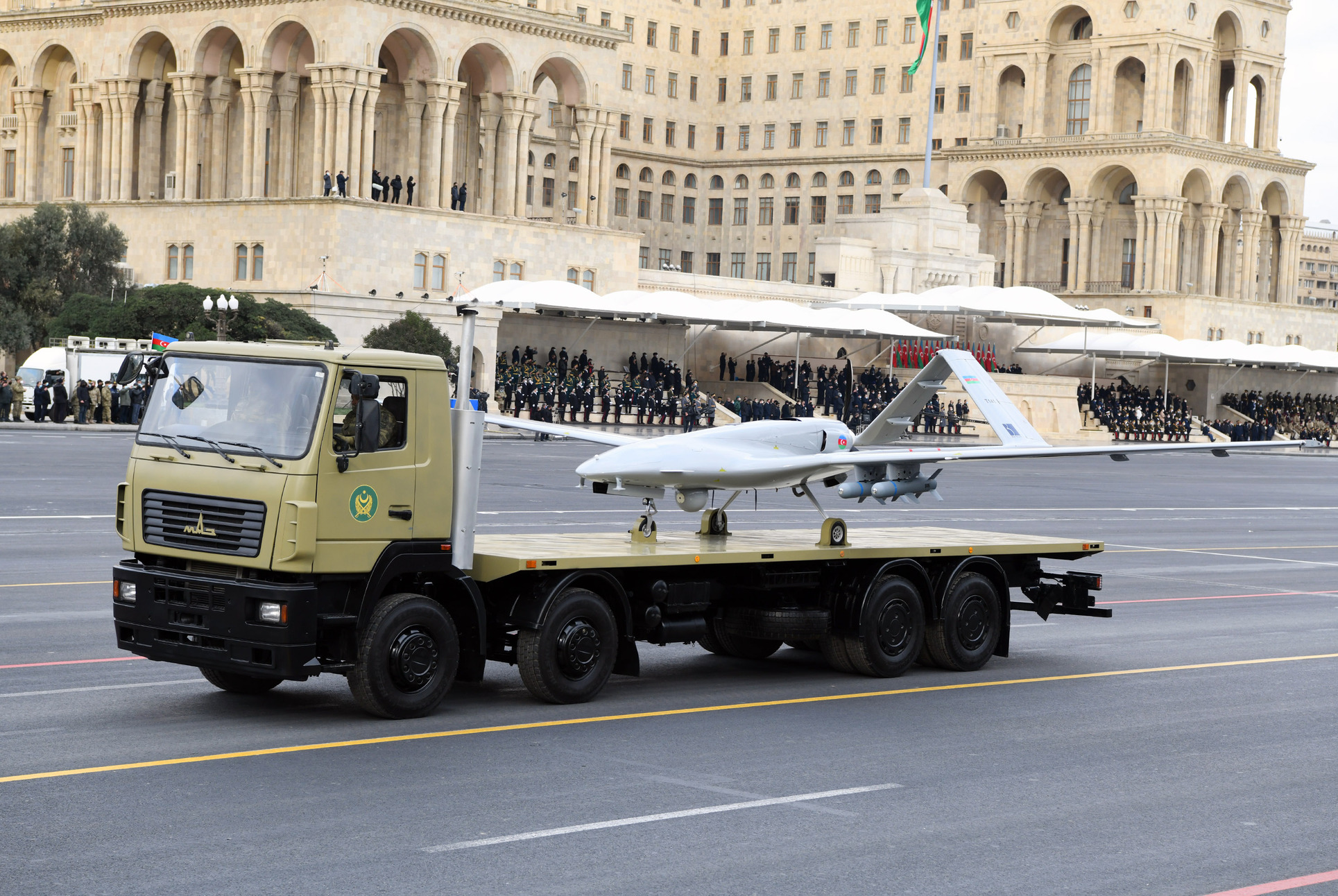
Un dron (concretamente un vehículo aéreo de combate no tripulado) azerí de origen turco Bayraktar TB2 en el desfile de la Victoria. La superioridad de los drones de Azerbaiyán fue según los analistas una de las claves de la victoria azerí en la segunda guerra del Alto Karabaj en 2020.

En junio de 2020, el ministro de Defensa de Azerbaiyán, Zakir Hasanov, anunció que Azerbaiyán había tomado la decisión de comprar drones Bayraktar de Turquía. Durante el conflicto del Alto Karabaj de 2020, se utilizaron Bayraktar TB2 contra las Fuerzas Armadas de Armenia y contra los puestos militares de Armenia con gran éxito. Según el Departamento de Defensa de Azerbaiyán, los TB-2 destruyeron 2 sistemas de defensa aérea S300.

### Guerra ruso-ucraniana

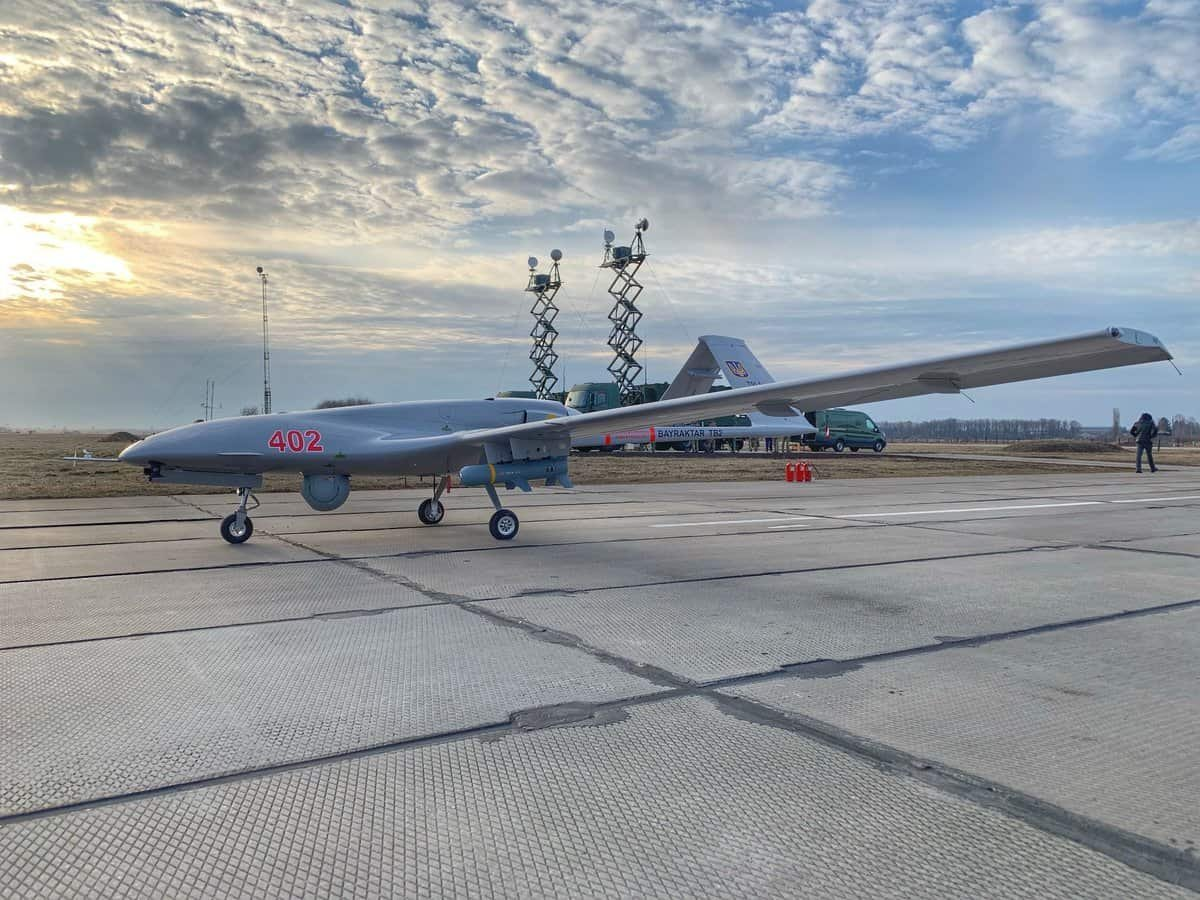
Un Bayraktar TB2 de la Fuerza Aérea de Ucrania armado con MAM-L ; dos estaciones de control terrestre están al fondo

Como parte de su programa de modernización militar, las Fuerzas Armadas de Ucrania compraron 12 Bayraktar TB2 en 2019. En enero de 2019, Baykar firmó un acuerdo con Ukrspetsproject, parte de Ukroboronprom, para la compra de seis TB2 y 3  estaciones terrestres de control por valor de 69 millones de dólares para el ejército ucraniano. Ucrania recibió el primer lote de vehículos aéreos no tripulados en marzo de 2019. Después de las pruebas exitosas del avión, la Armada de Ucrania realizó un pedido por separado de seis TB2, que se entregarán en 2021, según funcionarios de la marina. Mientras tanto, funcionarios turcos y ucranianos anunciaron el establecimiento de una empresa conjunta para producir 48 Bayraktar TB2 adicionales en Ucrania. El primer lote del complejo Bayraktar TB2 se entregó a la Armada en julio de 2021.
Durante una concentración militar rusa en Crimea y cerca de las fronteras de Ucrania, un TB2 realizó un vuelo de reconocimiento sobre la región del Dombás el 9 de abril de 2021. Este fue el primer uso operativo del avión por parte de las fuerzas ucranianas dentro de una zona de conflicto activo. En octubre de 2021, se utilizó un dron TB2 por primera vez en combate durante la guerra, apuntando a una posición de artillería separatista rusa, destruyendo un obús D-30 y deteniendo el bombardeo de las tropas ucranianas cerca de Hranitne.
Durante la invasión rusa de Ucrania en 2022, las fuerzas armadas de Ucrania utilizaron drones TB2 contra fuerzas y equipos rusos. En enero, antes de la invasión, el portavoz del comando de la fuerza aérea, el teniente coronel Yuri Ihnat, confirmó que "Ucrania tiene aproximadamente 20 drones Bayraktar, pero no nos detendremos ahí". El 2 de marzo, el ministro de defensa ucraniano, Oleksii Réznikov, anunció la llegada de drones TB2 adicionales.
Según imágenes de vídeo difundidas por las fuerzas armadas, los drones TB2 han destruido con éxito en diferentes ocasiones un puesto de mando ruso, vehículos militares incluidos tanques, Vehículos de combate de infantería, diferentes tipos de camiones, sistemas de misiles tierra-aire (incluidos Buk y Tor), automotores, artillería propulsada, lanzacohetes múltiples (MLRS), obuses y un sistema de guerra electrónica. Según se informa, el dron también destruyó dos trenes de combustible, lanchas patrulleras y helicópteros rusos.
El 24 de febrero, el día de la invasión, cuatro drones Bayraktar TB2 estacionados en la base aérea de Chuhuiv fueron abandonados y posteriormente destruidos en el suelo por las fuerzas ucranianas, en medio de supuestos ataques con cohetes rusos. La Milicia Popular de la República Popular de Lugansk afirmó haber derribado dos drones TB2 cerca de la ciudad de Luhansk. El 27 de febrero, la fuerza aérea de Ucrania confirmó dos ataques con TB2 contra convoyes rusos en las regiones de Jersón y Zhitómir.
El jefe de la fuerza aérea de Ucrania, el teniente general Mykola Oleschuk, calificó el sistema UAV como "dador de vida". La popularidad del dron en Ucrania llevó a que se escribiera una canción, "Bayraktar", sobre el dron mientras lanzaba insultos al ejército ruso y la invasión.
Los drones ucranianos parecen estar equipados con una antena antiinterferencias. Parecen utilizar bombas planeadoras MAM-C y MAM-L. Los radares de búsqueda tradicionales parecen tener dificultades con el TB2 debido a su baja velocidad y tamaño, que le dan una sección transversal de radar baja. Un radar que fue destruido el 7 de mayo parecía estar escaneando activamente justo antes de ser supuestamente alcanzado. Aunque esto puede verse ayudado por informes de unidades rusas que apagaron sus propios radares para reducir su propia detección. También puede desplegarse en cuestión de minutos y lanzarse desde una carretera normal.
El 26 de febrero de 2022, dos drones TB2 fueron derribados cerca de Shchastia. El 17 de marzo de 2022, un Bayraktar TB2 fue derribado sobre Kiev; Rusia publicó imágenes de los restos del dron. Un segundo dron TB2 fue derribado el 29 de marzo de 2022, en el este de Ucrania. El 2 de abril, un tercer dron TB-2 fue derribado.
El 12 de abril de 2022, se afirmó que un Bayraktar TB2 fue derribado por la fragata rusa Almirante Essen frente a la costa de Crimea.
El 13 de abril de 2022, fuentes ucranianas afirmaron que al menos dos misiles R-360 Neptuno fueron responsables del hundimiento del crucero ruso Moskva, provocando una explosión en uno de los tubos de misiles expuestos en cubierta del barco. Se alega que los drones, probablemente TB2, ayudaron a atraer las defensas del crucero.
Los días 26 y 27 de abril, tres drones TB2 adicionales fueron destruidos, dos en el Óblast de Kursk y el tercero en el Óblast de Belgorod, Rusia, por un Pantsir-S1.
El 1 de mayo, un dron TB2 con matrícula S51T fue derribado en la región de Kursk, Rusia. Las pérdidas de TB2 ascendieron a siete unidades confirmadas visualmente.
El 2 de mayo, drones Bayraktar operados por Ucrania atacaron y destruyeron dos lanchas patrulleras rusas clase Raptor cerca de la isla de las Serpientes.
El 7 de mayo, un dron TB2 atacó y destruyó un helicóptero de transporte ruso Mil Mi-8 mientras descargaba pasajeros en la Isla de las Serpientes. En el mismo despliegue, un dron TB2 destruyó un lanzador de misiles Tor en la isla, mientras que un segundo lanzador fue destruido mientras lo descargaban de una lancha de desembarco. Esto allanó el camino para un bombardeo realizado por aviones Sukhoi Su-27 'Flanker' de la Fuerza Aérea de Ucrania contra edificios de la isla.
El 23 de mayo de 2022, las autoridades rumanas encontraron los restos de un Bayraktar TB2 ucraniano, número de cola 75 en aguas territoriales rumanas. El dron probablemente fue derribado durante los ataques a la Isla Serpiente realizados por Ucrania en mayo de 2022.
El 28 de mayo de 2022, los ciudadanos lituanos recaudaron fondos de 3,2 millones de dólares, de los 5,37 millones de dólares, para comprar un solo dron Bayraktar TB2 para Ucrania. El 2 de junio, Baykar dijo: "El pueblo de Lituania ha recaudado honorablemente fondos para comprar un Bayraktar TB2 para Ucrania. Al enterarse de esto, Baykar regalará un Bayraktar TB2 a Lituania de forma gratuita y solicita que esos fondos vayan a Ucrania para ayuda humanitaria".
Desde el comienzo de la invasión hasta finales de junio, Ucrania recibió más de 50 TB2. El 28 de junio, el ministro de Defensa, Oleksii Reznikov, anunció que Baykar dedicaría todas sus capacidades a satisfacer las necesidades de las fuerzas armadas ucranianas, satisfaciendo su necesidad de "docenas más" de aviones.
En julio de 2022, Haluk Bayraktar, director ejecutivo de Baykar, declaró en una entrevista que su empresa nunca suministraría sus drones a Rusia porque apoya la soberanía y la independencia de Ucrania.

#### Mayor uso y vulnerabilidad
Aunque al comienzo de la invasión los drones ucranianos, incluido el TB2, podían utilizarse para acosar a las fuerzas rusas, en el verano de 2022 se habían vuelto menos eficaces en esta función. Al principio, los desorganizados rusos tardaron en establecer defensas aéreas adecuadas, pero una vez que lo hicieron, los vehículos aéreos no tripulados ucranianos fueron derribados con cada vez más frecuencia. Además de ser derribadas, la guerra electrónica se utiliza para bloquear e interrumpir los enlaces de comunicación. Esto puede haber provocado que los ucranianos redujeran el uso de TB2. El 25 de julio, un experto militar dijo a la BBC que la baja velocidad y las altitudes medias de los drones Bayraktar los convertían en objetivos fáciles para las defensas aéreas rusas, y que muchos fueron derribados.
A finales de julio se informó que un TB2 con número de cola U139 fue derribado en el Óblast de Belgorod, Rusia. El 2 de agosto, otro dron con distintivo de llamada 409 fue derribado en Ucrania. El 2 de septiembre de 2022, se descubrieron en Jersón los restos de un dron ucraniano Bayraktar TB2.
En julio de 2022, las pérdidas de Bayraktar TB2 alcanzaron las 14 unidades, como se confirmó visualmente.
El comandante de las Fuerzas de Defensa Aérea de Rusia, el teniente general Andrey Demin, afirmó en abril de 2023 que Rusia había derribado "más de 100" drones Bayraktar desde que comenzó la guerra
El 5 de mayo de 2023, la fuerza aérea ucraniana dijo que derribó uno de sus propios drones TB2 sobre Kiev, después de que perdieran el control del mismo debido a un "probable" mal funcionamiento técnico. No se reportaron víctimas por el incidente.
En junio de 2023, la función de los drones TB2 restantes había cambiado de ataque a reconocimiento, manteniéndose fuera del alcance de las defensas aéreas rusas y utilizando sus ópticas y sensores más avanzados para guiar a otros drones.
Según el Blog Oryx, al 1 de agosto de 2023, alrededor de 24 Bayraktar TB2 fueron destruidos en tierra o derribados por las fuerzas rusas.
El 3 de septiembre, Ucrania publicó un vídeo de una patrullera KS-701 destruida por un dron TB2. Es la primera vez en varios meses que se confirma el uso ofensivo del dron. Anteriormente se había utilizado para reconocimiento, como por ejemplo para corregir el fuego de artillería, debido a las defensas aéreas rusas. Se cree que la degradación de las defensas aéreas rusas debido a los ataques ucranianos ha permitido que los drones TB2 se utilicen nuevamente en ataques aéreos.

## Especificaciones
Referencia datos: Datos del sitio web oficial de Baykar Defense.

### Características generales
- Tripulación: 0 a bordo, 3 en la estación terrestre
- Longitud: 6,5 m (21,3 ft)
- Envergadura: 12 m (39,4 ft)
- Peso útil: 150 kg (330,6 lb)
- Peso máximo al despegue: 650 kg (1432,6 lb)
- Planta motriz:   .

### Rendimiento
- Velocidad nunca excedida (Vne): 220 km/h (137 MPH; 119 kt)
- Velocidad crucero (Vc): 130 km/h (81 MPH; 70 kt)
- Alcance: 27 horas
- Radio de acción: km
- Alcance en combate: km
- Alcance en ferry: km
- Techo de vuelo: 8200 m (26 903 ft)

### Armamento
- Puntos de anclaje: 4 para cargar una combinación de:   
  - Cohetes: 

    - Tubitak-Sage Bozok (cohete guiado por láser)[106]

  - Misiles: 

    - L-UMTAS (misil antitanque aire-superficie de largo alcance)[107]
    - MAM (micro munición inteligente)[108]
    - Roketsan Cirit (sistema de misiles de 70 mm)[109]

### Aviónica
Sistemas de sensores de orientación e imágenes EO/IR/LD intercambiables o radar AESA multimodo:
- Sensor Aselsan CATS EO/IR/LD (producción actual).
- Sensor WESCAM MX-15D EO/IR/LD (producción hasta octubre de 2020).[110]

## Operadores
- Turquía:110

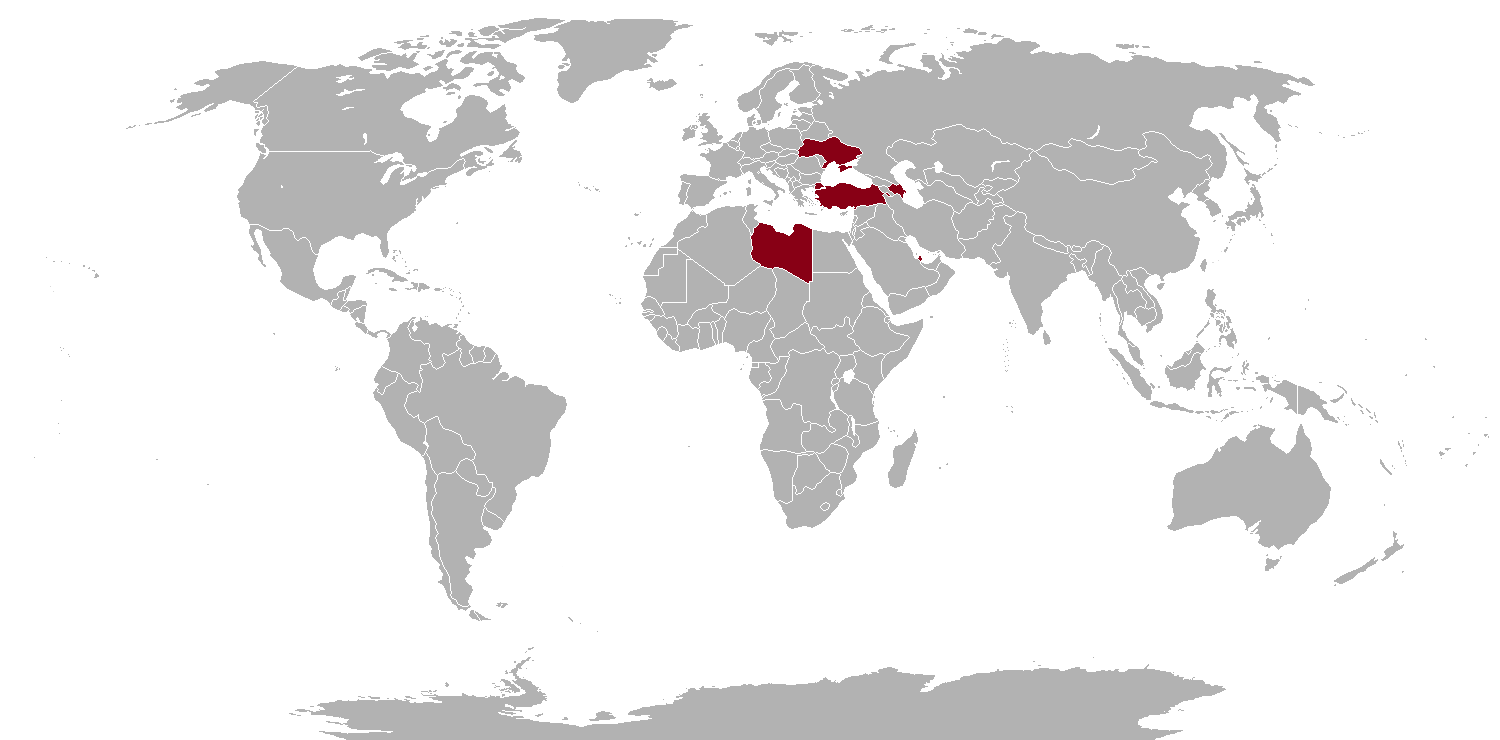
Países usuarios del Bayraktar TB2.

- - Dirección General de Seguridad: 6 drones operacionales.[113]
  -  Gendarmería: 12 drones operacionales.[113][114]
- Azerbaiyán: 87 drones operacionales.
- Catar: 6 drones operacionales,12 pedidos en total.
- Ucrania: 20 drones operacionales,12 ordenados.
- Libia (operados por el Gobierno de Acuerdo Nacional).

## Cultura popular
El dron se ha vuelto popular en Ucrania y se usa para nombrar mascotas y en letras de canciones. Una canción titulada "Bayraktar" lleva el nombre del dron.